# Wald bei Haus Burlo
Das Naturschutzgebiet Wald bei Haus Burlo liegt auf dem Gebiet der Gemeinde Rosendahl im Kreis Coesfeld in Nordrhein-Westfalen.
Das etwa 223,3 ha große Gebiet, das im Jahr 2003 unter Naturschutz gestellt wurde, erstreckt sich nordwestlich von Darfeld, einem Ortsteil der Gemeinde Rosendahl. Durch den Wald führt das noch häufig begangene Paoters Pättken, ein jahrhundertealter Weg, über den die Mönche des am Waldrand gelegenen Klosters Kleinburlo nach Darfeld gelangten. Die Klostergebäude sind heute großteils niedergelegt, einige wenige Nebengebäude, darunter das Brauhaus und eine ehemalige Wassermühle, sind erhalten. Westlich am Burloer Wald fließt der Burloer Bach zur Klostermühle und mündet wenige Kilometer weiter in die Vechte. Östlich des Burloer Waldes verläuft die Landesstraße L 580 und südlich die L 555.